# Championship League 2020
Die Matchroom.live Championship League 2020 war ein Snooker-Einladungsturnier im Rahmen der Main-Tour-Saison 2019/20, das als reines Rundenturnier in 3 Phasen vom 1. bis 11. Juni 2020 ausgetragen wurde. Aufgrund der Corona-Pandemie im Frühjahr 2020 fand das Turnier unter besonderen Umständen statt. Es war erst nachträglich in die Saison eingeführt worden und wurde mit zahlreichen Schutzmaßnahmen versehen. Dadurch änderten sich Ablauf und Modus des Turniers gegenüber den seit 2008 ausgetragenen Championship-League-Turnieren grundlegend. Unter anderem wurde das Turnier statt an verteilten Terminen an einem Stück ausgetragen, es gab mehr Teilnehmer und einschließlich Finale nur Gruppenspiele statt Gruppenphase und Ausscheidungsphase. Eine für die Anforderungen geeignete Spielstätte wurde mit der Marshall Arena in Milton Keynes gefunden. Die nordwestlich von London gelegene Großstadt war erstmals Austragungsort eines Snookerprofiturniers.
Die letzte reguläre Ausgabe der Championship League endete im März 2020 mit einem Sieg des Schotten Scott Donaldson, der allerdings dieses Mal nicht antrat.
Sieger wurde der Belgier Luca Brecel, der sich in der Finalgruppe ungeschlagen gegen Ben Woollaston, Stuart Bingham und Ryan Day durchsetzte. Es war nach dem Gewinn der China Championship 2017 sein zweiter Titel auf der Main Tour.

## Vorgeschichte
Nachdem sich ab Anfang 2020 die COVID-19-Pandemie von Asien über Europa weltweit ausbreitete, mussten in der Endphase der Snooker-Saison 2019/20 einige Turniere abgesagt bzw. verschoben werden. Nach den Gibraltar Open, die Mitte März bereits ohne Publikum ausgetragen worden waren, wurde der Spielbetrieb auf unbestimmte Zeit eingestellt. Nachdem die schwerste Phase der Pandemie in Europa überstanden war und zwischenzeitliche Schutzmaßnahmen wieder gelockert worden waren, wurde auch über die Fortsetzung des Profisports nachgedacht. Vorreiter war unter anderem die deutsche Fußball-Bundesliga, die Mitte Mai wieder mit Spielen ohne Publikum begann.
Um die Snooker-Saison wieder aufzunehmen, die zu diesem Zeitpunkt eigentlich schon mit der Weltmeisterschaft beendet gewesen wäre, wurde ein neues Turnier eingeführt. Es sollte möglichst vielen Spielern die Teilnahme ermöglichen und gleichzeitig den Anforderungen an den Seuchenschutz Rechnung tragen können. Man entschied sich, an das Gruppenformat der Championship League anzuknüpfen. Obwohl aus Abstandsgründen nur an zwei Tischen gleichzeitig gespielt werden konnte, blieb das Teilnehmerfeld von 64 Spielern damit kompakt und jeder Spieler konnte in mindestens drei Partien wieder Spielpraxis sammeln.

### Corona-Maßnahmen
Wie bei anderen Sportveranstaltungen und schon beim letzten regulären Snookerturnier wurden Zuschauer ausgeschlossen. Die Sportler begaben sich vor und während des Turniers in eine Quarantäne und wurden täglich auf Viren getestet. Ohne negatives Testergebnis wurde keine Zugangsberechtigung zur Spielstätte erteilt. Das Turnier blieb ohne positive Tests. Weil die Spieler in Milton Keynes alle in unmittelbarer Nähe der Marshall Arena untergebracht werden konnten, wurde dieser Austragungsort dem letzten Austragungsort der Championship League in Leicester vorgezogen. Während der Partien wurde das Abstandsgebot zwischen den Spielern und zum Schiedsrichter eingehalten, auf das obligatorische Händeschütteln wurde verzichtet. Außerdem wurden die Hilfsqueues nicht gemeinsam genutzt und nicht von den Schiedsrichtern berührt, stattdessen hatte jeder Spieler einen eigenen Satz Hilfsqueues und Verlängerungen abseits des Tisches.

### Turniermodus
Das Format wies nur noch wenige Gemeinsamkeiten mit der ursprünglichen Championship-Liga auf. Statt weniger ausgewählter Spieler, die mehrfach die Chance zur Endrundenqualifikation erhielten, standen 64 Spieler – die Hälfte aller Profis – gemeinsam in der Auftaktrunde. Da bei Turnierbeginn noch internationale Reisebeschränkungen in Kraft waren, konnten viele Profis nicht anreisen. Die Spieler wurden in Vierergruppen aufgeteilt, täglich spielten je zwei Gruppen getrennt an zwei Tischen alle sechs Gruppenspiele („jeder gegen jeden“) nacheinander aus. Der Modus Best of 4 wurde zwar beibehalten, allerdings wurden maximal 4 Frames ausgespielt, weshalb eine Partie 3:0, 3:1 oder 2:2-unentschieden enden konnte. Über die Platzierungen entschied in dieser Reihenfolge
- die Punktzahl
- die Framedifferenz
- der direkte Vergleich zweier Spieler
- das höhere Break während der Gruppenrunde

Nur die 16 Gruppensieger kamen ohne weitere Ausscheidungsspiele in die Zwischenrunde. Dort wurden nach demselben Modus in vier Gruppen die vier Spieler für das Finale ermittelt. Der Turniersieger ging dann aus den sechs Spielen der Finalgruppe hervor.

### Preisgeld
Das Preisgeld richtete sich ausschließlich nach der erreichten Platzierung, Zusatzprämien für gewonnene Frames wie bisher in der Championship League gab es nicht. Jedem Teilnehmer waren 1.000 £ als Mindestprämie sicher, der Turniersieger bekam nach drei Runden 30.000 £ ausgezahlt. Insgesamt wurden bei dem Turnier 218.000 £ ausgeschüttet.
| Auftaktrunde  | Preisgeld |
| ------------- | --------- |
| Gruppensieger | 4.000 £   |
| Platz 2       | 2.000 £   |
| Platz 3       | 1.500 £   |
| Platz 4       | 1.000 £   |

| Zwischenrunde | Preisgeld |
| ------------- | --------- |
| Gruppensieger | 6.000 £   |
| Platz 2       | 2.500 £   |
| Platz 3       | 2.000 £   |
| Platz 4       | 1.500 £   |

| Finalgruppe   | Preisgeld |
| ------------- | --------- |
| Turniersieger | 20.000 £  |
| Platz 2       | 8.000 £   |
| Platz 3       | 4.000 £   |
| Platz 4       | 2.000 £   |

## Turnier

### Auftaktrunde
In jeder der 16 Gruppen traten vier Spieler im Modus Jeder gegen jeden an. Die 16 Gruppensieger kamen weiter in die Zwischenrunde. Jeden Tag wurden zwei Gruppen ausgespielt, so dass die Auftaktrunde 8 Tage vom 1. bis 8. Juni andauerte.
Gruppe 1
Die Spiele der ersten Gruppe fanden am 6. Juni statt. Sieger wurde der Favorit Stuart Bingham, Nummer 13 der Weltrangliste. Er war punkt- und framegleich mit Ricky Walden, hatte aber ein höheres Break erzielt als sein englischer Landsmann.
| Pos. | Spieler        | Partien | Partien | Partien | Frames | Frames | Frames | Höchstes Break | Punkte |
| Pos. | Spieler        | G       | U       | V       | G      | V      | ±      | Höchstes Break | Punkte |
| ---- | -------------- | ------- | ------- | ------- | ------ | ------ | ------ | -------------- | ------ |
| 1    | Stuart Bingham | 1       | 2       | 0       | 7      | 4      | +3     | 94             | 5      |
| 2    | Ricky Walden   | 1       | 2       | 0       | 7      | 4      | +3     | 89             | 5      |
| 3    | Jamie Clarke   | 1       | 0       | 2       | 3      | 6      | −3     | 105            | 3      |
| 4    | Jordan Brown   | 0       | 2       | 1       | 4      | 7      | −3     | 74             | 2      |

| Spiel | Spieler 1      | Ergebnis | Spieler 2    |
| ----- | -------------- | -------- | ------------ |
| 1     | Stuart Bingham | 03:03    | Jamie Clarke |
| 2     | Ricky Walden   | 2:2      | Jordan Brown |
| 3     | Ricky Walden   | 03:03    | Jamie Clarke |

| Spiel | Spieler 1      | Ergebnis | Spieler 2    |
| ----- | -------------- | -------- | ------------ |
| 4     | Stuart Bingham | 2:2      | Jordan Brown |
| 5     | Stuart Bingham | 2:2      | Ricky Walden |
| 6     | Jordan Brown   | 30:30    | Jamie Clarke |

| Spiel | Spieler 1      | Ergebnis | Spieler 2    |
| ----- | -------------- | -------- | ------------ |
| 1     | Stuart Bingham | 03:03    | Jamie Clarke |
| 2     | Ricky Walden   | 2:2      | Jordan Brown |
| 3     | Ricky Walden   | 03:03    | Jamie Clarke |

| Spiel | Spieler 1      | Ergebnis | Spieler 2    |
| ----- | -------------- | -------- | ------------ |
| 4     | Stuart Bingham | 2:2      | Jordan Brown |
| 5     | Stuart Bingham | 2:2      | Ricky Walden |
| 6     | Jordan Brown   | 30:30    | Jamie Clarke |

Gruppe 2
Die Spiele der zweiten Gruppe fanden am 1. Juni statt. Sieger wurde mit 3 Siegen der Weltranglistenerste Judd Trump.
| Pos. | Spieler        | Partien | Partien | Partien | Frames | Frames | Frames | Höchstes Break | Punkte |
| Pos. | Spieler        | G       | U       | V       | G      | V      | ±      | Höchstes Break | Punkte |
| ---- | -------------- | ------- | ------- | ------- | ------ | ------ | ------ | -------------- | ------ |
| 1    | Judd Trump     | 3       | 0       | 0       | 9      | 2      | +7     | 63             | 9      |
| 2    | Elliot Slessor | 2       | 0       | 1       | 7      | 5      | +2     | 106            | 6      |
| 3    | Daniel Wells   | 0       | 1       | 2       | 4      | 8      | −4     | 85             | 1      |
| 4    | David Grace    | 0       | 1       | 2       | 3      | 8      | −5     | 39             | 1      |

| Spiel | Spieler 1    | Ergebnis | Spieler 2      |
| ----- | ------------ | -------- | -------------- |
| 1     | Judd Trump   | 03:03    | David Grace    |
| 2     | Daniel Wells | 31:31    | Elliot Slessor |
| 3     | Daniel Wells | 2:2      | David Grace    |

| Spiel | Spieler 1      | Ergebnis | Spieler 2      |
| ----- | -------------- | -------- | -------------- |
| 4     | Judd Trump     | 13:13    | Elliot Slessor |
| 5     | Elliot Slessor | 13:13    | David Grace    |
| 6     | Judd Trump     | 13:13    | Daniel Wells   |

| Spiel | Spieler 1    | Ergebnis | Spieler 2      |
| ----- | ------------ | -------- | -------------- |
| 1     | Judd Trump   | 03:03    | David Grace    |
| 2     | Daniel Wells | 31:31    | Elliot Slessor |
| 3     | Daniel Wells | 2:2      | David Grace    |

| Spiel | Spieler 1      | Ergebnis | Spieler 2      |
| ----- | -------------- | -------- | -------------- |
| 4     | Judd Trump     | 13:13    | Elliot Slessor |
| 5     | Elliot Slessor | 13:13    | David Grace    |
| 6     | Judd Trump     | 13:13    | Daniel Wells   |

Gruppe 3
Die Spiele der dritten Gruppe fanden am 2. Juni statt. Außenseiter Mark Joyce, Nummer 68 der Weltrangliste, setzte sich mit 3 Siegen durch.
| Pos. | Spieler         | Partien | Partien | Partien | Frames | Frames | Frames | Höchstes Break | Punkte |
| Pos. | Spieler         | G       | U       | V       | G      | V      | ±      | Höchstes Break | Punkte |
| ---- | --------------- | ------- | ------- | ------- | ------ | ------ | ------ | -------------- | ------ |
| 1    | Mark Joyce      | 3       | 0       | 0       | 9      | 3      | +6     | 101            | 9      |
| 2    | Mark Davis      | 1       | 1       | 1       | 6      | 6      | 0      | 66             | 4      |
| 3    | Michael Holt    | 1       | 0       | 2       | 5      | 7      | −2     | 65             | 3      |
| 4    | Louis Heathcote | 0       | 1       | 2       | 4      | 8      | −4     | 121            | 1      |

| Spiel | Spieler 1    | Ergebnis | Spieler 2       |
| ----- | ------------ | -------- | --------------- |
| 1     | Mark Davis   | 31:31    | Mark Joyce      |
| 2     | Michael Holt | 13:13    | Louis Heathcote |
| 3     | Michael Holt | 31:31    | Mark Joyce      |

| Spiel | Spieler 1    | Ergebnis | Spieler 2       |
| ----- | ------------ | -------- | --------------- |
| 4     | Mark Davis   | 2:2      | Louis Heathcote |
| 5     | Michael Holt | 31:31    | Mark Davis      |
| 6     | Mark Joyce   | 13:13    | Louis Heathcote |

| Spiel | Spieler 1    | Ergebnis | Spieler 2       |
| ----- | ------------ | -------- | --------------- |
| 1     | Mark Davis   | 31:31    | Mark Joyce      |
| 2     | Michael Holt | 13:13    | Louis Heathcote |
| 3     | Michael Holt | 31:31    | Mark Joyce      |

| Spiel | Spieler 1    | Ergebnis | Spieler 2       |
| ----- | ------------ | -------- | --------------- |
| 4     | Mark Davis   | 2:2      | Louis Heathcote |
| 5     | Michael Holt | 31:31    | Mark Davis      |
| 6     | Mark Joyce   | 13:13    | Louis Heathcote |

Gruppe 4
Die Spiele der vierten Gruppe fanden am 3. Juni statt. Mit Harvey Chandler, Nummer 84 der Weltrangliste, kam der Spieler mit der niedrigsten Platzierung in die Zwischenrunde. Nur Gruppenfavorit Joe Perry konnte ihm einen Punkt abnehmen.
| Pos. | Spieler         | Partien | Partien | Partien | Frames | Frames | Frames | Höchstes Break | Punkte |
| Pos. | Spieler         | G       | U       | V       | G      | V      | ±      | Höchstes Break | Punkte |
| ---- | --------------- | ------- | ------- | ------- | ------ | ------ | ------ | -------------- | ------ |
| 1    | Harvey Chandler | 2       | 1       | 0       | 8      | 4      | +4     | 101            | 7      |
| 2    | Sam Baird       | 1       | 1       | 1       | 6      | 6      | 0      | 96             | 4      |
| 3    | Joe Perry       | 0       | 3       | 0       | 6      | 6      | 0      | 74             | 3      |
| 4    | Mark King       | 0       | 1       | 2       | 4      | 8      | −4     | 85             | 1      |

| Spiel | Spieler 1 | Ergebnis | Spieler 2       |
| ----- | --------- | -------- | --------------- |
| 1     | Mark King | 31:31    | Sam Baird       |
| 2     | Joe Perry | 2:2      | Harvey Chandler |
| 3     | Joe Perry | 2:2      | Sam Baird       |

| Spiel | Spieler 1 | Ergebnis | Spieler 2       |
| ----- | --------- | -------- | --------------- |
| 4     | Mark King | 31:31    | Harvey Chandler |
| 5     | Joe Perry | 2:2      | Mark King       |
| 6     | Sam Baird | 31:31    | Harvey Chandler |

| Spiel | Spieler 1 | Ergebnis | Spieler 2       |
| ----- | --------- | -------- | --------------- |
| 1     | Mark King | 31:31    | Sam Baird       |
| 2     | Joe Perry | 2:2      | Harvey Chandler |
| 3     | Joe Perry | 2:2      | Sam Baird       |

| Spiel | Spieler 1 | Ergebnis | Spieler 2       |
| ----- | --------- | -------- | --------------- |
| 4     | Mark King | 31:31    | Harvey Chandler |
| 5     | Joe Perry | 2:2      | Mark King       |
| 6     | Sam Baird | 31:31    | Harvey Chandler |

Gruppe 5
Die Spiele der fünften Gruppe fanden am 4. Juni statt. Liang Wenbo, Nummer 34 der Weltrangliste, erreichte als einziger von nur zwei angetretenen Chinesen die nächste Runde. Gegen den favorisierten Mark Selby gewann er ebenso souverän, wie gegen seine anderen beiden Gruppengegner.
| Pos. | Spieler      | Partien | Partien | Partien | Frames | Frames | Frames | Höchstes Break | Punkte |
| Pos. | Spieler      | G       | U       | V       | G      | V      | ±      | Höchstes Break | Punkte |
| ---- | ------------ | ------- | ------- | ------- | ------ | ------ | ------ | -------------- | ------ |
| 1    | Liang Wenbo  | 3       | 0       | 0       | 9      | 1      | +8     | 117            | 9      |
| 2    | Joe O’Connor | 1       | 1       | 1       | 6      | 6      | 0      | 143            | 4      |
| 3    | Mark Selby   | 1       | 1       | 1       | 5      | 6      | −1     | 89             | 4      |
| 4    | Lee Walker   | 0       | 0       | 3       | 2      | 9      | −7     | 66             | 0      |

| Spiel | Spieler 1   | Ergebnis | Spieler 2    |
| ----- | ----------- | -------- | ------------ |
| 1     | Mark Selby  | 13:13    | Lee Walker   |
| 2     | Liang Wenbo | 13:13    | Joe O’Connor |
| 3     | Liang Wenbo | 03:03    | Lee Walker   |

| Spiel | Spieler 1    | Ergebnis | Spieler 2    |
| ----- | ------------ | -------- | ------------ |
| 4     | Mark Selby   | 2:2      | Joe O’Connor |
| 5     | Joe O’Connor | 13:13    | Lee Walker   |
| 6     | Mark Selby   | 30:30    | Liang Wenbo  |

| Spiel | Spieler 1   | Ergebnis | Spieler 2    |
| ----- | ----------- | -------- | ------------ |
| 1     | Mark Selby  | 13:13    | Lee Walker   |
| 2     | Liang Wenbo | 13:13    | Joe O’Connor |
| 3     | Liang Wenbo | 03:03    | Lee Walker   |

| Spiel | Spieler 1    | Ergebnis | Spieler 2    |
| ----- | ------------ | -------- | ------------ |
| 4     | Mark Selby   | 2:2      | Joe O’Connor |
| 5     | Joe O’Connor | 13:13    | Lee Walker   |
| 6     | Mark Selby   | 30:30    | Liang Wenbo  |

Gruppe 6
Die Spiele der sechsten Gruppe fanden am 8. Juni statt. Außenseiter Sam Craigie, Nummer 62 der Weltrangliste, konnte dem Favoriten Ali Carter ein Unentschieden abringen und sicherte sich mit zwei Zu-Null-Siegen gegen die anderen Spieler den Gruppensieg.
| Pos. | Spieler      | Partien | Partien | Partien | Frames | Frames | Frames | Höchstes Break | Punkte |
| Pos. | Spieler      | G       | U       | V       | G      | V      | ±      | Höchstes Break | Punkte |
| ---- | ------------ | ------- | ------- | ------- | ------ | ------ | ------ | -------------- | ------ |
| 1    | Sam Craigie  | 2       | 1       | 0       | 8      | 2      | +6     | 131            | 7      |
| 2    | Ali Carter   | 1       | 1       | 1       | 6      | 6      | 0      | 114            | 4      |
| 3    | Dominic Dale | 1       | 1       | 1       | 5      | 6      | −1     | 67             | 4      |
| 4    | Matthew Selt | 0       | 1       | 2       | 3      | 8      | −5     | 137            | 1      |

| Spiel | Spieler 1    | Ergebnis | Spieler 2    |
| ----- | ------------ | -------- | ------------ |
| 1     | Matthew Selt | 30:30    | Sam Craigie  |
| 2     | Ali Carter   | 31:31    | Dominic Dale |
| 3     | Ali Carter   | 2:2      | Sam Craigie  |

| Spiel | Spieler 1    | Ergebnis | Spieler 2    |
| ----- | ------------ | -------- | ------------ |
| 4     | Matthew Selt | 2:2      | Dominic Dale |
| 5     | Ali Carter   | 13:13    | Matthew Selt |
| 6     | Sam Craigie  | 03:03    | Dominic Dale |

| Spiel | Spieler 1    | Ergebnis | Spieler 2    |
| ----- | ------------ | -------- | ------------ |
| 1     | Matthew Selt | 30:30    | Sam Craigie  |
| 2     | Ali Carter   | 31:31    | Dominic Dale |
| 3     | Ali Carter   | 2:2      | Sam Craigie  |

| Spiel | Spieler 1    | Ergebnis | Spieler 2    |
| ----- | ------------ | -------- | ------------ |
| 4     | Matthew Selt | 2:2      | Dominic Dale |
| 5     | Ali Carter   | 13:13    | Matthew Selt |
| 6     | Sam Craigie  | 03:03    | Dominic Dale |

Gruppe 7
Die Spiele der siebten Gruppe fanden am 7. Juni statt. Mit Barry Hawkins, Nummer 15 der Weltrangliste, setzte sich der Favorit durch. Nur gegen Anthony McGill, dem einzigen Schotten im Turnier, gab er Punkte und Frames ab.
| Pos. | Spieler        | Partien | Partien | Partien | Frames | Frames | Frames | Höchstes Break | Punkte |
| Pos. | Spieler        | G       | U       | V       | G      | V      | ±      | Höchstes Break | Punkte |
| ---- | -------------- | ------- | ------- | ------- | ------ | ------ | ------ | -------------- | ------ |
| 1    | Barry Hawkins  | 2       | 1       | 0       | 8      | 2      | +6     | 96             | 7      |
| 2    | Anthony McGill | 1       | 2       | 0       | 7      | 5      | +2     | 107            | 5      |
| 3    | Hammad Miah    | 1       | 0       | 2       | 4      | 6      | −2     | 75             | 3      |
| 4    | Craig Steadman | 0       | 1       | 2       | 2      | 8      | −6     | 53             | 1      |

| Spiel | Spieler 1      | Ergebnis | Spieler 2      |
| ----- | -------------- | -------- | -------------- |
| 1     | Anthony McGill | 2:2      | Craig Steadman |
| 2     | Barry Hawkins  | 03:03    | Hammad Miah    |
| 3     | Barry Hawkins  | 03:03    | Craig Steadman |

| Spiel | Spieler 1      | Ergebnis | Spieler 2      |
| ----- | -------------- | -------- | -------------- |
| 4     | Anthony McGill | 13:13    | Hammad Miah    |
| 5     | Barry Hawkins  | 2:2      | Anthony McGill |
| 6     | Craig Steadman | 30:30    | Hammad Miah    |

| Spiel | Spieler 1      | Ergebnis | Spieler 2      |
| ----- | -------------- | -------- | -------------- |
| 1     | Anthony McGill | 2:2      | Craig Steadman |
| 2     | Barry Hawkins  | 03:03    | Hammad Miah    |
| 3     | Barry Hawkins  | 03:03    | Craig Steadman |

| Spiel | Spieler 1      | Ergebnis | Spieler 2      |
| ----- | -------------- | -------- | -------------- |
| 4     | Anthony McGill | 13:13    | Hammad Miah    |
| 5     | Barry Hawkins  | 2:2      | Anthony McGill |
| 6     | Craig Steadman | 30:30    | Hammad Miah    |

Gruppe 8
Die Spiele der achten Gruppe fanden am 6. Juni statt. Nachdem er die ersten beiden Partien klar gewonnen hatte, konnte sich Ben Woollaston, Nummer 38 der Weltrangliste, durch ein Unentschieden gegen den leicht favorisierten Jimmy Robertson im abschließenden Gruppenspiel den Sieg sichern.
| Pos. | Spieler          | Partien | Partien | Partien | Frames | Frames | Frames | Höchstes Break | Punkte |
| Pos. | Spieler          | G       | U       | V       | G      | V      | ±      | Höchstes Break | Punkte |
| ---- | ---------------- | ------- | ------- | ------- | ------ | ------ | ------ | -------------- | ------ |
| 1    | Ben Woollaston   | 2       | 1       | 0       | 8      | 2      | +6     | 71             | 7      |
| 2    | Jimmy Robertson  | 1       | 2       | 0       | 7      | 4      | +3     | 81             | 5      |
| 3    | Liam Highfield   | 1       | 1       | 1       | 5      | 5      | 0      | 95             | 4      |
| 4    | Thor Chuan Leong | 0       | 0       | 3       | 0      | 9      | −9     | 65             | 0      |

| Spiel | Spieler 1       | Ergebnis | Spieler 2        |
| ----- | --------------- | -------- | ---------------- |
| 1     | Ben Woollaston  | 2:2      | Liam Highfield   |
| 2     | Jimmy Robertson | 03:03    | Thor Chuan Leong |
| 3     | Jimmy Robertson | 03:03    | Liam Highfield   |

| Spiel | Spieler 1       | Ergebnis | Spieler 2        |
| ----- | --------------- | -------- | ---------------- |
| 4     | Ben Woollaston  | 13:13    | Thor Chuan Leong |
| 5     | Liam Highfield  | 2:2      | Thor Chuan Leong |
| 6     | Jimmy Robertson | 30:30    | Ben Woollaston   |

| Spiel | Spieler 1       | Ergebnis | Spieler 2        |
| ----- | --------------- | -------- | ---------------- |
| 1     | Ben Woollaston  | 2:2      | Liam Highfield   |
| 2     | Jimmy Robertson | 03:03    | Thor Chuan Leong |
| 3     | Jimmy Robertson | 03:03    | Liam Highfield   |

| Spiel | Spieler 1       | Ergebnis | Spieler 2        |
| ----- | --------------- | -------- | ---------------- |
| 4     | Ben Woollaston  | 13:13    | Thor Chuan Leong |
| 5     | Liam Highfield  | 2:2      | Thor Chuan Leong |
| 6     | Jimmy Robertson | 30:30    | Ben Woollaston   |

Gruppe 9
Die Spiele der neunten Gruppe fanden am 2. Juni statt. Im abschließenden Gruppenspiel spielten die punktgleichen Luca Brecel und Jack Lisowski um die Entscheidung. Der favorisierte Weltranglisten-12. Lisowski verpasste aber den Sieg und der Belgier Brecel, Nummer 37 der Weltrangliste, kam weiter, weil er zuvor ein höheres Break erzielt hatte als der Engländer.
| Pos. | Spieler         | Partien | Partien | Partien | Frames | Frames | Frames | Höchstes Break | Punkte |
| Pos. | Spieler         | G       | U       | V       | G      | V      | ±      | Höchstes Break | Punkte |
| ---- | --------------- | ------- | ------- | ------- | ------ | ------ | ------ | -------------- | ------ |
| 1    | Luca Brecel     | 1       | 2       | 0       | 7      | 4      | +3     | 138            | 5      |
| 2    | Jack Lisowski   | 1       | 2       | 0       | 7      | 4      | +3     | 104            | 5      |
| 3    | Oliver Lines    | 1       | 0       | 2       | 3      | 6      | −3     | 136            | 3      |
| 4    | Robbie Williams | 0       | 0       | 3       | 0      | 9      | −9     | 84             | 0      |

| Spiel | Spieler 1     | Ergebnis | Spieler 2       |
| ----- | ------------- | -------- | --------------- |
| 1     | Jack Lisowski | 03:03    | Oliver Lines    |
| 2     | Luca Brecel   | 2:2      | Robbie Williams |
| 3     | Luca Brecel   | 03:03    | Oliver Lines    |

| Spiel | Spieler 1       | Ergebnis | Spieler 2       |
| ----- | --------------- | -------- | --------------- |
| 4     | Jack Lisowski   | 2:2      | Robbie Williams |
| 5     | Robbie Williams | 30:30    | Oliver Lines    |
| 6     | Jack Lisowski   | 2:2      | Luca Brecel     |

| Spiel | Spieler 1     | Ergebnis | Spieler 2       |
| ----- | ------------- | -------- | --------------- |
| 1     | Jack Lisowski | 03:03    | Oliver Lines    |
| 2     | Luca Brecel   | 2:2      | Robbie Williams |
| 3     | Luca Brecel   | 03:03    | Oliver Lines    |

| Spiel | Spieler 1       | Ergebnis | Spieler 2       |
| ----- | --------------- | -------- | --------------- |
| 4     | Jack Lisowski   | 2:2      | Robbie Williams |
| 5     | Robbie Williams | 30:30    | Oliver Lines    |
| 6     | Jack Lisowski   | 2:2      | Luca Brecel     |

Gruppe 10
Die Spiele der zehnten Gruppe fanden am 5. Juni statt. Der Weltranglistensechste Ronnie O’Sullivan setzte sich souverän ohne Punkt- und Frameverlust durch.
| Pos. | Spieler           | Partien | Partien | Partien | Frames | Frames | Frames | Höchstes Break | Punkte |
| Pos. | Spieler           | G       | U       | V       | G      | V      | ±      | Höchstes Break | Punkte |
| ---- | ----------------- | ------- | ------- | ------- | ------ | ------ | ------ | -------------- | ------ |
| 1    | Ronnie O’Sullivan | 3       | 0       | 0       | 9      | 0      | +9     | 116            | 9      |
| 2    | Chris Wakelin     | 1       | 1       | 1       | 5      | 5      | 0      | 119            | 4      |
| 3    | Kishan Hirani     | 1       | 1       | 1       | 5      | 6      | −1     | 35             | 4      |
| 4    | Michael Georgiou  | 0       | 0       | 3       | 1      | 9      | −8     | 39             | 0      |

| Spiel | Spieler 1         | Ergebnis | Spieler 2        |
| ----- | ----------------- | -------- | ---------------- |
| 1     | Ronnie O’Sullivan | 03:03    | Kishan Hirani    |
| 2     | Chris Wakelin     | 03:03    | Michael Georgiou |
| 3     | Chris Wakelin     | 2:2      | Kishan Hirani    |

| Spiel | Spieler 1         | Ergebnis | Spieler 2        |
| ----- | ----------------- | -------- | ---------------- |
| 4     | Ronnie O’Sullivan | 03:03    | Michael Georgiou |
| 5     | Ronnie O’Sullivan | 03:03    | Chris Wakelin    |
| 6     | Michael Georgiou  | 31:31    | Kishan Hirani    |

| Spiel | Spieler 1         | Ergebnis | Spieler 2        |
| ----- | ----------------- | -------- | ---------------- |
| 1     | Ronnie O’Sullivan | 03:03    | Kishan Hirani    |
| 2     | Chris Wakelin     | 03:03    | Michael Georgiou |
| 3     | Chris Wakelin     | 2:2      | Kishan Hirani    |

| Spiel | Spieler 1         | Ergebnis | Spieler 2        |
| ----- | ----------------- | -------- | ---------------- |
| 4     | Ronnie O’Sullivan | 03:03    | Michael Georgiou |
| 5     | Ronnie O’Sullivan | 03:03    | Chris Wakelin    |
| 6     | Michael Georgiou  | 31:31    | Kishan Hirani    |

Gruppe 11
Die Spiele der elften Gruppe fanden am 8. Juni statt. Nachdem Mark Allen und Martin O’Donnell jeweils ihre ersten beiden Spiele gewonnen hatten, fiel die Entscheidung in der letzten Partie. O’Donnell, die Nummer 33 der Weltrangliste, rettete sich zum 2:2 und holte aufgrund der besseren Framebilanz den Gruppensieg gegen den Weltranglistenfünften Allen.
| Pos. | Spieler          | Partien | Partien | Partien | Frames | Frames | Frames | Höchstes Break | Punkte |
| Pos. | Spieler          | G       | U       | V       | G      | V      | ±      | Höchstes Break | Punkte |
| ---- | ---------------- | ------- | ------- | ------- | ------ | ------ | ------ | -------------- | ------ |
| 1    | Martin O’Donnell | 2       | 1       | 0       | 8      | 3      | +5     | 62             | 7      |
| 2    | Mark Allen       | 2       | 1       | 0       | 8      | 4      | +4     | 85             | 7      |
| 3    | Michael White    | 1       | 0       | 2       | 4      | 6      | −2     | 60             | 3      |
| 4    | Nigel Bond       | 0       | 0       | 3       | 2      | 9      | −7     | 61             | 0      |

| Spiel | Spieler 1        | Ergebnis | Spieler 2     |
| ----- | ---------------- | -------- | ------------- |
| 1     | Mark Allen       | 13:13    | Nigel Bond    |
| 2     | Martin O’Donnell | 03:03    | Michael White |
| 3     | Martin O’Donnell | 13:13    | Nigel Bond    |

| Spiel | Spieler 1     | Ergebnis | Spieler 2        |
| ----- | ------------- | -------- | ---------------- |
| 4     | Mark Allen    | 13:13    | Michael White    |
| 5     | Michael White | 03:03    | Nigel Bond       |
| 6     | Mark Allen    | 2:2      | Martin O’Donnell |

| Spiel | Spieler 1        | Ergebnis | Spieler 2     |
| ----- | ---------------- | -------- | ------------- |
| 1     | Mark Allen       | 13:13    | Nigel Bond    |
| 2     | Martin O’Donnell | 03:03    | Michael White |
| 3     | Martin O’Donnell | 13:13    | Nigel Bond    |

| Spiel | Spieler 1     | Ergebnis | Spieler 2        |
| ----- | ------------- | -------- | ---------------- |
| 4     | Mark Allen    | 13:13    | Michael White    |
| 5     | Michael White | 03:03    | Nigel Bond       |
| 6     | Mark Allen    | 2:2      | Martin O’Donnell |

Gruppe 12
Die Spiele der zwölften Gruppe fanden am 3. Juni statt. Dem Waliser Ryan Day, Nummer 36 der Weltrangliste, gelang das Weiterkommen durch einen Sieg im abschließenden Entscheidungsspiel gegen den favorisierten Engländer Kyren Wilson.
| Pos. | Spieler      | Partien | Partien | Partien | Frames | Frames | Frames | Höchstes Break | Punkte |
| Pos. | Spieler      | G       | U       | V       | G      | V      | ±      | Höchstes Break | Punkte |
| ---- | ------------ | ------- | ------- | ------- | ------ | ------ | ------ | -------------- | ------ |
| 1    | Ryan Day     | 2       | 1       | 0       | 8      | 3      | +5     | 91             | 7      |
| 2    | Kyren Wilson | 1       | 1       | 1       | 6      | 5      | +1     | 111            | 4      |
| 3    | Alfie Burden | 1       | 0       | 2       | 3      | 6      | −3     | 88             | 3      |
| 4    | Chen Feilong | 0       | 2       | 1       | 4      | 7      | −3     | 102            | 2      |

| Spiel | Spieler 1    | Ergebnis | Spieler 2    |
| ----- | ------------ | -------- | ------------ |
| 1     | Kyren Wilson | 2:2      | Chen Feilong |
| 2     | Ryan Day     | 03:03    | Alfie Burden |
| 3     | Ryan Day     | 2:2      | Chen Feilong |

| Spiel | Spieler 1    | Ergebnis | Spieler 2    |
| ----- | ------------ | -------- | ------------ |
| 4     | Kyren Wilson | 03:03    | Alfie Burden |
| 5     | Alfie Burden | 03:03    | Chen Feilong |
| 6     | Kyren Wilson | 31:31    | Ryan Day     |

| Spiel | Spieler 1    | Ergebnis | Spieler 2    |
| ----- | ------------ | -------- | ------------ |
| 1     | Kyren Wilson | 2:2      | Chen Feilong |
| 2     | Ryan Day     | 03:03    | Alfie Burden |
| 3     | Ryan Day     | 2:2      | Chen Feilong |

| Spiel | Spieler 1    | Ergebnis | Spieler 2    |
| ----- | ------------ | -------- | ------------ |
| 4     | Kyren Wilson | 03:03    | Alfie Burden |
| 5     | Alfie Burden | 03:03    | Chen Feilong |
| 6     | Kyren Wilson | 31:31    | Ryan Day     |

Gruppe 13
Die Spiele der 13. Gruppe fanden am 1. Juni statt. Dem Weltranglistenelften David Gilbert gelang ein Favoritensieg und nur im letztlich unbedeutenden Spiel gegen Jak Jones gab er Frames und Punkte ab.
| Pos. | Spieler           | Partien | Partien | Partien | Frames | Frames | Frames | Höchstes Break | Punkte |
| Pos. | Spieler           | G       | U       | V       | G      | V      | ±      | Höchstes Break | Punkte |
| ---- | ----------------- | ------- | ------- | ------- | ------ | ------ | ------ | -------------- | ------ |
| 1    | David Gilbert     | 2       | 1       | 0       | 8      | 2      | +6     | 100            | 7      |
| 2    | Jackson Page      | 1       | 1       | 1       | 5      | 5      | 0      | 45             | 4      |
| 3    | Stuart Carrington | 1       | 1       | 1       | 5      | 6      | −1     | 69             | 4      |
| 4    | Jak Jones         | 0       | 1       | 2       | 3      | 8      | −5     | 83             | 1      |

| Spiel | Spieler 1         | Ergebnis | Spieler 2    |
| ----- | ----------------- | -------- | ------------ |
| 1     | Stuart Carrington | 13:13    | Jak Jones    |
| 2     | David Gilbert     | 03:03    | Jackson Page |
| 3     | David Gilbert     | 2:2      | Jak Jones    |

| Spiel | Spieler 1         | Ergebnis | Spieler 2         |
| ----- | ----------------- | -------- | ----------------- |
| 4     | Stuart Carrington | 2:2      | Jackson Page      |
| 5     | David Gilbert     | 03:03    | Stuart Carrington |
| 6     | Jak Jones         | 30:30    | Jackson Page      |

| Spiel | Spieler 1         | Ergebnis | Spieler 2    |
| ----- | ----------------- | -------- | ------------ |
| 1     | Stuart Carrington | 13:13    | Jak Jones    |
| 2     | David Gilbert     | 03:03    | Jackson Page |
| 3     | David Gilbert     | 2:2      | Jak Jones    |

| Spiel | Spieler 1         | Ergebnis | Spieler 2         |
| ----- | ----------------- | -------- | ----------------- |
| 4     | Stuart Carrington | 2:2      | Jackson Page      |
| 5     | David Gilbert     | 03:03    | Stuart Carrington |
| 6     | Jak Jones         | 30:30    | Jackson Page      |

Gruppe 14
Die Spiele der 14. Gruppe fanden am 4. Juni statt. Der Engländer Gary Wilson, Nummer 19 der Weltrangliste, kam souverän weiter und gab dabei nur einen Frame ab.
| Pos. | Spieler       | Partien | Partien | Partien | Frames | Frames | Frames | Höchstes Break | Punkte |
| Pos. | Spieler       | G       | U       | V       | G      | V      | ±      | Höchstes Break | Punkte |
| ---- | ------------- | ------- | ------- | ------- | ------ | ------ | ------ | -------------- | ------ |
| 1    | Gary Wilson   | 3       | 0       | 0       | 9      | 1      | +8     | 134            | 9      |
| 2    | Gerard Greene | 1       | 1       | 1       | 5      | 6      | −1     | 85             | 4      |
| 3    | Mitchell Mann | 0       | 2       | 1       | 4      | 7      | −3     | 90             | 2      |
| 4    | John Astley   | 0       | 1       | 2       | 4      | 8      | −4     | 75             | 1      |

| Spiel | Spieler 1     | Ergebnis | Spieler 2     |
| ----- | ------------- | -------- | ------------- |
| 1     | Gerard Greene | 13:13    | John Astley   |
| 2     | Gary Wilson   | 03:03    | Mitchell Mann |
| 3     | Gary Wilson   | 13:13    | John Astley   |

| Spiel | Spieler 1     | Ergebnis | Spieler 2     |
| ----- | ------------- | -------- | ------------- |
| 4     | Gerard Greene | 2:2      | Mitchell Mann |
| 5     | Gary Wilson   | 03:03    | Gerard Greene |
| 6     | John Astley   | 2:2      | Mitchell Mann |

| Spiel | Spieler 1     | Ergebnis | Spieler 2     |
| ----- | ------------- | -------- | ------------- |
| 1     | Gerard Greene | 13:13    | John Astley   |
| 2     | Gary Wilson   | 03:03    | Mitchell Mann |
| 3     | Gary Wilson   | 13:13    | John Astley   |

| Spiel | Spieler 1     | Ergebnis | Spieler 2     |
| ----- | ------------- | -------- | ------------- |
| 4     | Gerard Greene | 2:2      | Mitchell Mann |
| 5     | Gary Wilson   | 03:03    | Gerard Greene |
| 6     | John Astley   | 2:2      | Mitchell Mann |

Gruppe 15
Die Spiele der 15. Gruppe fanden am 5. Juni statt. Dem Engländer Tom Ford, Nummer 26 der Weltrangliste, gelang mit nur einem Frameverlust ein Favoritensieg.
| Pos. | Spieler        | Partien | Partien | Partien | Frames | Frames | Frames | Höchstes Break | Punkte |
| Pos. | Spieler        | G       | U       | V       | G      | V      | ±      | Höchstes Break | Punkte |
| ---- | -------------- | ------- | ------- | ------- | ------ | ------ | ------ | -------------- | ------ |
| 1    | Tom Ford       | 3       | 0       | 0       | 9      | 1      | +8     | 130            | 9      |
| 2    | Robert Milkins | 1       | 1       | 1       | 6      | 5      | +1     | 51             | 4      |
| 3    | Ian Burns      | 1       | 1       | 1       | 5      | 6      | −1     | 68             | 4      |
| 4    | Mike Dunn      | 0       | 0       | 3       | 1      | 9      | −8     | 34             | 0      |

| Spiel | Spieler 1      | Ergebnis | Spieler 2 |
| ----- | -------------- | -------- | --------- |
| 1     | Robert Milkins | 03:03    | Mike Dunn |
| 2     | Tom Ford       | 03:03    | Ian Burns |
| 3     | Tom Ford       | 13:13    | Mike Dunn |

| Spiel | Spieler 1      | Ergebnis | Spieler 2      |
| ----- | -------------- | -------- | -------------- |
| 4     | Robert Milkins | 2:2      | Ian Burns      |
| 5     | Tom Ford       | 13:13    | Robert Milkins |
| 6     | Mike Dunn      | 31:31    | Ian Burns      |

| Spiel | Spieler 1      | Ergebnis | Spieler 2 |
| ----- | -------------- | -------- | --------- |
| 1     | Robert Milkins | 03:03    | Mike Dunn |
| 2     | Tom Ford       | 03:03    | Ian Burns |
| 3     | Tom Ford       | 13:13    | Mike Dunn |

| Spiel | Spieler 1      | Ergebnis | Spieler 2      |
| ----- | -------------- | -------- | -------------- |
| 4     | Robert Milkins | 2:2      | Ian Burns      |
| 5     | Tom Ford       | 13:13    | Robert Milkins |
| 6     | Mike Dunn      | 31:31    | Ian Burns      |

Gruppe 16
Die Spiele der 16. Gruppe fanden am 7. Juni statt. Überraschend setzte sich Außenseiter Ashley Carty, Nummer 83 der Weltrangliste, unter anderem mit einem Sieg über den Weltranglistenzweiten Neil Robertson durch.
| Pos. | Spieler        | Partien | Partien | Partien | Frames | Frames | Frames | Höchstes Break | Punkte |
| Pos. | Spieler        | G       | U       | V       | G      | V      | ±      | Höchstes Break | Punkte |
| ---- | -------------- | ------- | ------- | ------- | ------ | ------ | ------ | -------------- | ------ |
| 1    | Ashley Carty   | 2       | 1       | 0       | 8      | 2      | +6     | 87             | 7      |
| 2    | Neil Robertson | 1       | 1       | 1       | 5      | 5      | 0      | 119            | 4      |
| 3    | Ken Doherty    | 1       | 1       | 1       | 5      | 6      | −1     | 90             | 4      |
| 4    | Kurt Maflin    | 0       | 1       | 2       | 3      | 8      | −5     | 24             | 1      |

| Spiel | Spieler 1      | Ergebnis | Spieler 2    |
| ----- | -------------- | -------- | ------------ |
| 1     | Neil Robertson | 31:31    | Ashley Carty |
| 2     | Kurt Maflin    | 31:31    | Ken Doherty  |
| 3     | Kurt Maflin    | 2:2      | Ashley Carty |

| Spiel | Spieler 1      | Ergebnis | Spieler 2    |
| ----- | -------------- | -------- | ------------ |
| 4     | Neil Robertson | 2:2      | Ken Doherty  |
| 5     | Neil Robertson | 13:13    | Kurt Maflin  |
| 6     | Ken Doherty    | 31:31    | Ashley Carty |

| Spiel | Spieler 1      | Ergebnis | Spieler 2    |
| ----- | -------------- | -------- | ------------ |
| 1     | Neil Robertson | 31:31    | Ashley Carty |
| 2     | Kurt Maflin    | 31:31    | Ken Doherty  |
| 3     | Kurt Maflin    | 2:2      | Ashley Carty |

| Spiel | Spieler 1      | Ergebnis | Spieler 2    |
| ----- | -------------- | -------- | ------------ |
| 4     | Neil Robertson | 2:2      | Ken Doherty  |
| 5     | Neil Robertson | 13:13    | Kurt Maflin  |
| 6     | Ken Doherty    | 31:31    | Ashley Carty |

### Zwischenrunde
Die 16 Gruppensieger der Auftaktrunde wurden in vier Gruppen verteilt. Im Modus Jeder gegen jeden wurden 4 Gruppensieger ermittelt, die dann das Finale austragen. Die Spiele fanden am 9. und 10. Juni statt, an jedem Tag wurden 2 Gruppen entschieden.
Gruppe A
Die Spiele der Gruppe A fanden am 10. Juni statt. Luca Brecel blieb als Einziger in der Gruppe ungeschlagen und erreichte mit nur 5 Punkten das Finale, weil sich die anderen Spieler gegenseitig die Punkte wegnahmen.
| Pos. | Spieler      | Partien | Partien | Partien | Frames | Frames | Frames | Höchstes Break | Punkte |
| Pos. | Spieler      | G       | U       | V       | G      | V      | ±      | Höchstes Break | Punkte |
| ---- | ------------ | ------- | ------- | ------- | ------ | ------ | ------ | -------------- | ------ |
| 1    | Luca Brecel  | 1       | 2       | 0       | 7      | 5      | +2     | 109            | 5      |
| 2    | Gary Wilson  | 1       | 1       | 1       | 6      | 5      | +1     | 132            | 4      |
| 3    | Mark Joyce   | 1       | 1       | 1       | 5      | 6      | −1     | 60             | 4      |
| 4    | Ashley Carty | 1       | 0       | 2       | 5      | 7      | −5     | 97             | 3      |

| Spiel | Spieler 1   | Ergebnis | Spieler 2    |
| ----- | ----------- | -------- | ------------ |
| 1     | Gary Wilson | 2:2      | Luca Brecel  |
| 2     | Gary Wilson | 03:03    | Mark Joyce   |
| 3     | Gary Wilson | 31:31    | Ashley Carty |

| Spiel | Spieler 1   | Ergebnis | Spieler 2    |
| ----- | ----------- | -------- | ------------ |
| 4     | Luca Brecel | 2:2      | Mark Joyce   |
| 5     | Luca Brecel | 13:13    | Ashley Carty |
| 6     | Mark Joyce  | 13:13    | Ashley Carty |

| Spiel | Spieler 1   | Ergebnis | Spieler 2    |
| ----- | ----------- | -------- | ------------ |
| 1     | Gary Wilson | 2:2      | Luca Brecel  |
| 2     | Gary Wilson | 03:03    | Mark Joyce   |
| 3     | Gary Wilson | 31:31    | Ashley Carty |

| Spiel | Spieler 1   | Ergebnis | Spieler 2    |
| ----- | ----------- | -------- | ------------ |
| 4     | Luca Brecel | 2:2      | Mark Joyce   |
| 5     | Luca Brecel | 13:13    | Ashley Carty |
| 6     | Mark Joyce  | 13:13    | Ashley Carty |

Gruppe B
Die Spiele der Gruppe B fanden am 10. Juni statt. Ryan Day legte schon im ersten Match mit einem 3:0 gegen den Turnierfavoriten Judd Trump den Grundstein zum Finale, zwei Unentschieden reichten ihm dann, den Gruppensieg abzusichern. Mit 4 Unentschieden war es von den Ergebnissen die ausgeglichenste Gruppe im Turnierverlauf.
| Pos. | Spieler       | Partien | Partien | Partien | Frames | Frames | Frames | Höchstes Break | Punkte |
| Pos. | Spieler       | G       | U       | V       | G      | V      | ±      | Höchstes Break | Punkte |
| ---- | ------------- | ------- | ------- | ------- | ------ | ------ | ------ | -------------- | ------ |
| 1    | Ryan Day      | 1       | 2       | 0       | 7      | 4      | +3     | 122            | 5      |
| 2    | Judd Trump    | 1       | 1       | 1       | 5      | 6      | −1     | 60             | 4      |
| 3    | David Gilbert | 0       | 3       | 0       | 6      | 6      | 0      | 120            | 3      |
| 4    | Barry Hawkins | 0       | 2       | 1       | 5      | 7      | −2     | 130            | 2      |

| Spiel | Spieler 1     | Ergebnis | Spieler 2     |
| ----- | ------------- | -------- | ------------- |
| 1     | Judd Trump    | 30:30    | Ryan Day      |
| 2     | David Gilbert | 2:2      | Barry Hawkins |
| 3     | David Gilbert | 2:2      | Ryan Day      |

| Spiel | Spieler 1     | Ergebnis | Spieler 2     |
| ----- | ------------- | -------- | ------------- |
| 4     | Judd Trump    | 13:13    | Barry Hawkins |
| 5     | Barry Hawkins | 2:2      | Ryan Day      |
| 6     | Judd Trump    | 2:2      | David Gilbert |

| Spiel | Spieler 1     | Ergebnis | Spieler 2     |
| ----- | ------------- | -------- | ------------- |
| 1     | Judd Trump    | 30:30    | Ryan Day      |
| 2     | David Gilbert | 2:2      | Barry Hawkins |
| 3     | David Gilbert | 2:2      | Ryan Day      |

| Spiel | Spieler 1     | Ergebnis | Spieler 2     |
| ----- | ------------- | -------- | ------------- |
| 4     | Judd Trump    | 13:13    | Barry Hawkins |
| 5     | Barry Hawkins | 2:2      | Ryan Day      |
| 6     | Judd Trump    | 2:2      | David Gilbert |

Gruppe C
Die Spiele der Gruppe C fanden am 9. Juni statt. Favorit Ronnie O’Sullivan, der in 5 Partien nur einen Frame abgegeben hatte, verlor das entscheidende Spiel gegen Stuart Bingham überraschend deutlich mit 3:0. Ein weiteres 3:0 genügte Bingham, um sich mit dem besten Frameverhältis von drei punktgleichen Spielern durchzusetzen.
| Pos. | Spieler           | Partien | Partien | Partien | Frames | Frames | Frames | Höchstes Break | Punkte |
| Pos. | Spieler           | G       | U       | V       | G      | V      | ±      | Höchstes Break | Punkte |
| ---- | ----------------- | ------- | ------- | ------- | ------ | ------ | ------ | -------------- | ------ |
| 1    | Stuart Bingham    | 2       | 0       | 1       | 7      | 3      | +4     | 75             | 6      |
| 2    | Sam Craigie       | 2       | 0       | 1       | 7      | 4      | +3     | 97             | 6      |
| 3    | Ronnie O’Sullivan | 2       | 0       | 1       | 6      | 4      | +2     | 104            | 6      |
| 4    | Harvey Chandler   | 0       | 0       | 3       | 0      | 9      | −9     | 42             | 0      |

| Spiel | Spieler 1         | Ergebnis | Spieler 2       |
| ----- | ----------------- | -------- | --------------- |
| 1     | Ronnie O’Sullivan | 03:03    | Harvey Chandler |
| 2     | Stuart Bingham    | 31:31    | Sam Craigie     |
| 3     | Stuart Bingham    | 03:03    | Harvey Chandler |

| Spiel | Spieler 1         | Ergebnis | Spieler 2       |
| ----- | ----------------- | -------- | --------------- |
| 4     | Ronnie O’Sullivan | 13:13    | Sam Craigie     |
| 5     | Sam Craigie       | 03:03    | Harvey Chandler |
| 6     | Ronnie O’Sullivan | 30:30    | Stuart Bingham  |

| Spiel | Spieler 1         | Ergebnis | Spieler 2       |
| ----- | ----------------- | -------- | --------------- |
| 1     | Ronnie O’Sullivan | 03:03    | Harvey Chandler |
| 2     | Stuart Bingham    | 31:31    | Sam Craigie     |
| 3     | Stuart Bingham    | 03:03    | Harvey Chandler |

| Spiel | Spieler 1         | Ergebnis | Spieler 2       |
| ----- | ----------------- | -------- | --------------- |
| 4     | Ronnie O’Sullivan | 13:13    | Sam Craigie     |
| 5     | Sam Craigie       | 03:03    | Harvey Chandler |
| 6     | Ronnie O’Sullivan | 30:30    | Stuart Bingham  |

Gruppe D
Die Spiele der Gruppe D fanden am 9. Juni statt. Obwohl Ben Woollaston den direkten Vergleich gegen Martin O’Donnell verlor, gab er in den anderen beiden Partien keinen Frame ab und kam deshalb mit dem besseren Frameverhältnis weiter.
| Pos. | Spieler          | Partien | Partien | Partien | Frames | Frames | Frames | Höchstes Break | Punkte |
| Pos. | Spieler          | G       | U       | V       | G      | V      | ±      | Höchstes Break | Punkte |
| ---- | ---------------- | ------- | ------- | ------- | ------ | ------ | ------ | -------------- | ------ |
| 1    | Ben Woollaston   | 2       | 0       | 1       | 7      | 3      | +4     | 134            | 6      |
| 2    | Martin O’Donnell | 2       | 0       | 1       | 7      | 5      | +2     | 128            | 6      |
| 3    | Tom Ford         | 1       | 1       | 1       | 5      | 6      | −1     | 95             | 4      |
| 4    | Liang Wenbo      | 0       | 1       | 2       | 3      | 8      | −5     | 75             | 1      |

| Spiel | Spieler 1        | Ergebnis | Spieler 2      |
| ----- | ---------------- | -------- | -------------- |
| 1     | Tom Ford         | 2:2      | Liang Wenbo    |
| 2     | Martin O’Donnell | 13:13    | Ben Woollaston |
| 3     | Martin O’Donnell | 13:13    | Liang Wenbo    |

| Spiel | Spieler 1        | Ergebnis | Spieler 2      |
| ----- | ---------------- | -------- | -------------- |
| 4     | Tom Ford         | 30:30    | Ben Woollaston |
| 5     | Martin O’Donnell | 31:31    | Tom Ford       |
| 6     | Liang Wenbo      | 30:30    | Ben Woollaston |

| Spiel | Spieler 1        | Ergebnis | Spieler 2      |
| ----- | ---------------- | -------- | -------------- |
| 1     | Tom Ford         | 2:2      | Liang Wenbo    |
| 2     | Martin O’Donnell | 13:13    | Ben Woollaston |
| 3     | Martin O’Donnell | 13:13    | Liang Wenbo    |

| Spiel | Spieler 1        | Ergebnis | Spieler 2      |
| ----- | ---------------- | -------- | -------------- |
| 4     | Tom Ford         | 30:30    | Ben Woollaston |
| 5     | Martin O’Donnell | 31:31    | Tom Ford       |
| 6     | Liang Wenbo      | 30:30    | Ben Woollaston |

### Finale
Die vier Gruppensieger der Zwischenrunde spielten am 11. Juni im Modus Jeder gegen jeden den Turniersieg aus. Stuart Bingham als Nummer 13 der Weltrangliste war der bestplatzierte Spieler des Quartetts. Mit einem klaren 3:0-Sieg gegen den Engländer mit 2 Centurys brachte sich deshalb Luca Brecel im Auftaktmatch gleich in eine gute Ausgangsposition. Gegen Ryan Day musste er zwar ein Unentschieden hinnehmen, aber im abschließenden Spiel gegen Ben Woollaston, der ebenfalls sein erstes Match gewonnen hatte, brauchte er nur noch einen Punkt. Er ging auch 1:0 in Führung, dann gelang Woollaston nach einem Fluke ein Break von 141 Punkten. Er nahm den Schwung mit und holte auch den folgenden Frame mit einem Century. Der letzte Frame des Turniers wurde damit zum Entscheidungsframe über den Turniersieg. Es war aber der Belgier Brecel, der seine erste Chance mutig nutzte und mit einem weiteren Century den Titel holte.
| Pos. | Spieler        | Partien | Partien | Partien | Frames | Frames | Frames | Höchstes Break | Punkte |
| Pos. | Spieler        | G       | U       | V       | G      | V      | ±      | Höchstes Break | Punkte |
| ---- | -------------- | ------- | ------- | ------- | ------ | ------ | ------ | -------------- | ------ |
| 1    | Luca Brecel    | 1       | 2       | 0       | 7      | 4      | +3     | 111            | 5      |
| 2    | Ben Woollaston | 1       | 1       | 1       | 6      | 6      | 0      | 141            | 4      |
| 3    | Stuart Bingham | 1       | 1       | 1       | 5      | 6      | −1     | 74             | 4      |
| 4    | Ryan Day       | 0       | 2       | 1       | 5      | 7      | −2     | 105            | 2      |

| Spiel | Spieler 1      | Ergebnis | Spieler 2      |
| ----- | -------------- | -------- | -------------- |
| 1     | Stuart Bingham | 30:30    | Luca Brecel    |
| 2     | Ryan Day       | 31:31    | Ben Woollaston |
| 3     | Ryan Day       | 2:2      | Luca Brecel    |

| Spiel | Spieler 1      | Ergebnis | Spieler 2      |
| ----- | -------------- | -------- | -------------- |
| 4     | Stuart Bingham | 13:13    | Ben Woollaston |
| 5     | Stuart Bingham | 2:2      | Ryan Day       |
| 6     | Luca Brecel    | 2:2      | Ben Woollaston |

| Spiel | Spieler 1      | Ergebnis | Spieler 2      |
| ----- | -------------- | -------- | -------------- |
| 1     | Stuart Bingham | 30:30    | Luca Brecel    |
| 2     | Ryan Day       | 31:31    | Ben Woollaston |
| 3     | Ryan Day       | 2:2      | Luca Brecel    |

| Spiel | Spieler 1      | Ergebnis | Spieler 2      |
| ----- | -------------- | -------- | -------------- |
| 4     | Stuart Bingham | 13:13    | Ben Woollaston |
| 5     | Stuart Bingham | 2:2      | Ryan Day       |
| 6     | Luca Brecel    | 2:2      | Ben Woollaston |

## Century-Breaks
26 Spieler erzielten im Verlauf des Turniers 53 Century-Breaks. Mit je 5 Breaks von 100 oder mehr Punkten waren die beiden Finalisten Luca Brecel und Ben Woollaston sowie Gary Wilson am erfolgreichsten. Das Break mit 143 Punkten von Joe O’Connor in seinem Auftaktrundenmatch gegen Mark Selby war das höchste Break des Turniers, für das es allerdings diesmal keine Zusatzprämie gab.
| Joe O’Connor     | 143                     |
| Ben Woollaston   | 141, 134, 127, 126, 101 |
| Luca Brecel      | 138, 111, 109, 106, 105 |
| Matthew Selt     | 137                     |
| Oliver Lines     | 136                     |
| Gary Wilson      | 134, 132, 125, 107, 100 |
| Sam Craigie      | 131, 123                |
| Barry Hawkins    | 130, 114                |
| Tom Ford         | 130                     |
| Martin O’Donnell | 128                     |
| Ryan Day         | 122, 107, 105, 103      |
| Louis Heathcote  | 121                     |
| David Gilbert    | 120, 117, 100           |

| Neil Robertson    | 119, 107, 106      |
| Chris Wakelin     | 119                |
| Liang Wenbo       | 117, 103, 100      |
| Ronnie O’Sullivan | 116, 112, 104, 101 |
| Ali Carter        | 114                |
| Kyren Wilson      | 111                |
| Anthony McGill    | 107, 106           |
| Elliot Slessor    | 106                |
| Jamie Clarke      | 105                |
| Jack Lisowski     | 104                |
| Chen Feilong      | 102                |
| Harvey Chandler   | 101                |
| Mark Joyce        | 101                |